# Network Abstraction Layer
Die Netzwerk-Abstraktionsschicht, englisch: Network Abstraction Layer (NAL), ist ein Konzept in der Informatik, das eine standardisierte Schnittstelle zwischen Netzwerkanwendungen und dem physischen Netzwerk bereitstellt. Ziel der NAL ist es, die Komplexität der darunterliegenden Netzwerkinfrastruktur für Anwendungen und Dienste zu abstrahieren und eine einfachere Integration zu ermöglichen.

## Grundlagen und Funktionen

### Definition
Die NAL ist Teil der Kommunikationsprotokollstapel und dient als Bindeglied zwischen der Anwendungsschicht und den tieferen Schichten des Netzwerkprotokollstapels. Sie ist dafür verantwortlich, die Anforderungen von Anwendungen in netzwerkspezifische Operationen zu übersetzen.

### Hauptfunktionen
1. Abstraktion: Vereinfacht die Netzwerkkommunikation für Entwickler, indem sie eine einheitliche Schnittstelle unabhängig von der spezifischen Netzwerktechnologie bietet.
2. Interoperabilität: Ermöglicht die Kommunikation zwischen verschiedenen Netzwerktechnologien und Protokollen.
3. Sicherheit: Kann Sicherheitsmechanismen wie Verschlüsselung und Authentifizierung integrieren.

## Anwendungen und Beispiele

### In der Praxis
NAL wird in verschiedenen Bereichen eingesetzt, unter anderem in:
- Multimedia-Übertragungen, wie bei VoIP oder Streaming-Diensten.
- Cloud Computing, um eine konsistente Netzwerkschnittstelle über verschiedene Infrastrukturen hinweg zu gewährleisten.
- Internet der Dinge (IoT), wo es hilft, eine Vielzahl von Geräten und Netzwerkprotokollen zu integrieren.

### Beispiele
Ein bekanntes Beispiel für die Verwendung der Netzwerk-Abstraktionsschicht ist das H.264/AVC-Video-Codierungsformat, das eine NAL für die Übertragung von Videodaten über verschiedene Netzwerktypen verwendet.

## Technische Details

### Protokollstruktur
Die NAL ist typischerweise in die Architektur von Netzwerkprotokollen eingebettet. Sie kann Teil eines umfassenderen Standards sein oder als eigenständige Schicht implementiert werden.

### Interaktion mit anderen Schichten
Die NAL interagiert mit der Anwendungsschicht, indem sie Anfragen empfängt und in netzwerkspezifische Befehle umwandelt. Sie kommuniziert auch mit den unteren Schichten des Protokollstapels, um Daten zu übertragen und zu empfangen.

## Herausforderungen und Entwicklung

### Skalierbarkeit und Leistung
Eine der Herausforderungen bei der Implementierung der NAL ist die Gewährleistung von Skalierbarkeit und hoher Leistungsfähigkeit, insbesondere in Umgebungen mit hohem Datenaufkommen.

### Zukünftige Entwicklungen
Die NAL entwickelt sich kontinuierlich weiter, um neue Netzwerktechnologien und -anforderungen zu unterstützen. Dazu gehören Entwicklungen in Bereichen wie 5G-Netzwerken, Software-defined Networking (SDN) und Network Functions Virtualization (NFV).

## Fazit
Die Netzwerk-Abstraktionsschicht spielt eine entscheidende Rolle in der modernen Netzwerkkommunikation. Sie bietet eine wichtige Schnittstelle, die die Komplexität der Netzwerkinfrastruktur verbirgt und die Integration von Anwendungen in verschiedene Netzwerkumgebungen erleichtert.